# A Dança das Fadas
A Dança das Fadas ou A Dança dos Elfos (em sueco: Älvalek) é um quadro do pintor sueco August Malmström (1829-1901). O quadro representa fadas dançando sobre a água, em uma paisagem iluminada pela lua.

## O Quadro
O quadro mostra fadas (älva) dançando na campina ao crepúsculo, em uma paisagem romântica; uma delas se inclina sobre a água para observar a própria imagem. Este quadro visionário representa a névoa da manhã se transformando em fadas, como os espíritos da natureza indomada. As fadas são vistas como delicadas, suaves, sensíveis, mas também caprichosas e inclinadas a ter seus sentimentos facilmente feridos e ofendidos se não forem bem tratadas. Na tradição do folclore sueco, o povo foi alertado para se prevenir contra os elfos, pois podem ser perigosos para aqueles que não têm cuidado com eles.
As fadas do Povo Escondido (Huldufólk) na mitologia nórdica sobreviveram no folclore local frequentemente como mulheres jovens e belas, vivendo na natureza das colinas, bosques, e montes rochosos. Na arte e literatura do Romantismo, os elfos são retratados naturalmente como loiros vestidos de branco e cruéis quando são ofendidos.
Com a intenção de proteger a si mesmos e ao gado contra elfos malvados, os escandinavos podem usar uma Älvkors (cruz élfica), que era esculpida nas construções ou outros objetos.

## O Pintor
A Dança das Fadas de August Malmström é um trabalho amplamente conhecido em seu país de origem. Malmström, que era professor na Academia Real de Artes da Suécia, foi um dos artistas suecos que aspirou criar uma arte sueca nacional. Usou temas tanto da mitologia nórdica quanto do folclore e é comum que suas figuras retratem fadas e outros espíritos da natureza.